# 68 Publishers
68 Publishers, hay còn gọi là Sixty-Eight Publishers, Sixtyeight Publishers, hoặc thậm chí Nakladatelství 68 ('Nakladatelstvi' trong tiếng Séc có nghĩa là 'nhà xuất bản') là một nhà xuất bản thành lập tại Toronto, Ontario, Canada vào năm 1971 bởi một người Séc ở hải ngoại là Josef Škvorecký và mình vợ Zdena Salivarová. Mục đích của 68 Publishers là xuất bản sách của các nhà văn Séc và Slovakia có tác phẩm bị cấm ở Tiệp Khắc cộng sản. Tên '68 Publishers là để kỷ niệm mùa xuân Praha năm 1968.
Škvorecký và Salivarová bắt đầu bằng việc xuất bản cả bản gốc tiếng Séc và bản dịch tiếng Anh cho sách của Škvorecký. Cuốn sách đầu tiên, Tankový prapor (tạm dịch là 'Cộng hòa của những con điếm') được xuất bản năm 1971 và tiếp theo là những cuốn khác như Prima sezóna (The Swell Season), Zbabělci (The Cowards), Konec nylonového věku (End of the Nylon Age). Tiếp theo đó là những cuốn sách của các tác giả người Séc và Slovakia đã bị cấm ở Tiệp Khắc, và do đó chỉ cộng đồng người Séc và người Slovakia ở Hoa Kỳ, Canada mới có thể tiếp cận được, và những nơi khác ngoài khối cộng sản. Từ đây sách bí mật đi về quê hương cộng sản.
Nhiều nhà văn Séc và Slovakia đã có sách của họ được xuất bản bởi 68 Publishers trong hai thập kỷ sau đó. Ngoài bản thân Škvorecký và Salivarová, họ còn xuất bản sách của: Bohumil Hrabal, Jan Křesadlo, Alan Levy và Erazim Kohák. Năm 1981, 68 Publishers đã phát hành cuốn sách của Jaroslav Seifert (nhà văn Séc duy nhất đoạt giải Nobel Văn học), Všecky krásy světa (Tất cả những người đẹp trên thế giới). Nhạc sĩ người Séc xa xứ Karel Kryl cũng đã có một số album do 68 Publishers phát hành. Trước năm 1989, 68 Publishers đã xuất bản hơn 220 tác phẩm chủ yếu là văn xuôi, thơ và hồi ký nguyên bản. Cuốn tiểu thuyết The Unbearable Lightness of Being của Milan Kundera được xuất bản lần đầu tiên bằng tiếng Séc thông qua 68 Publishers vào năm 1985, mặc dù nó đã được xuất bản ở Pháp vào năm 1984.